# ماده بارور
ماده بارور(به انگلیسی: Fertile material) در فناوری هسته‌ای به موادی گفته می‌شود که به خودی خود تمایلی به شکافت هسته‌ای ندارند ولی با جذب نوترون اضافی شکافت پذیر می‌شوند.